# Abu'l-Fadl Bayhaqi
Abūʾl-Fazl Muḥammad ibn Ḥusayn Bayhaqī (in persiano ابوالفضل محمد بن حسین بیهقی‎), meglio conosciuto come Abu’l-Fażl Bayhaqī (in persiano ابوالفضل بیهقی‎) (... – 21 settembre 1077) fu un funzionario, uno storico e autore medievale.
Istruitosi presso l'importante centro culturale di Nishapur e acceduto alla corte del famoso sultano ghaznavide Mahmud, Bayhaqi era un uomo di grande cultura e il suo Tarikh-i Bayhaqi viene considerato la fonte più affidabile per quanto concerne l'epoca ghaznavide. Il testo è stato scritto in una prosa assai ricercata e i toni dei resoconti sono molto vividi, venendo apprezzati a tal punto da fungere da modello stilistico per diverse epoche nella storia della letteratura persiana.
Per la sua opera, scritta nel corso di ventidue anni, Bayhaqi è stato elogiato dagli studiosi moderni per la chiarezza con cui ha espresso i suoi pensieri, la precisione e lo stile elegante. Il testo si compone di trenta volumi, di cui però oggi ne sopravvivono solo cinque e una metà del sesto. Julie Scott Meisami ha collocato Bayhaqi tra gli storici più autorevoli che furono attivi durante l'epoca d'oro islamica.